# 齊藤昭
齊藤 昭（さいとう あきら、1952年 - ）は、日本の農林水産官僚。農林水産省近畿農政局長、農林水産省大臣官房統計部長を経て、京都大学学術情報メディアセンター特命教授。

## 人物・経歴
神戸大学大学院農学研究科修了。1978年農林省入省。1998年農林水産省食品流通局商業課流通構造改善対策室長。2001年農林水産省大臣官房参事官。2003年農林水産省総合食料局流通課長。2005年農林水産省大臣官房情報課長。2006年農林水産省大臣官房政策報道官。2007年から農林水産省近畿農政局長を務め、近畿圏広域計画検討会議委員なども兼務した。2009年農林水産省大臣臣官房統計部長。2013年京都大学学術情報メディアセンター特命教授（農林水産統計）、日本植物油協会専務理事。日本油脂検査協会理事、栄養改善普及会監事。

## 著書
- 『「農」の統計にみる知のデザイン』農林統計出版 2013年